# Primer Ministre de Barbados

Escut de Barbados

El Primer Ministre de Barbados és el cap de govern del país. Entre les seves tasques figura nomenar als altres ministres del govern.
Aquesta llista només compren los premiers (des de 1954 a 1966) i Primers Ministres des de 1966.

## Premiers(1954-1966)
| Nom                    | Mandat                | Mandat                | Partit polític          | Partit polític |
| Nom                    | Inici                 | Final                 | Partit polític          | Partit polític |
| ---------------------- | --------------------- | --------------------- | ----------------------- | -------------- |
| Grantley Herbert Adams | 1 de febrer de 1954   | 17 d'abril de 1958    | Barbados Labour Party   |                |
| Hugh Gordon Cummins    | 17 d'abril de 1958    | 8 de desembre de 1961 | Barbados Labour Party   |                |
| Errol Barrow           | 8 de desembre de 1961 | 18 de novembre 1966   | Democratic Labour Party |                |

## Primers Ministres (1966-actualitat)
| Partits Democratic Labour Barbados Labour | Partits Democratic Labour Barbados Labour | Partits Democratic Labour Barbados Labour | Partits Democratic Labour Barbados Labour | Partits Democratic Labour Barbados Labour          | Partits Democratic Labour Barbados Labour |
| #                                         | Nom (Naixement-Decés)                     | Imatge                                    | Mandat                                    | Mandat                                             | Partit                                    |
| ----------------------------------------- | ----------------------------------------- | ----------------------------------------- | ----------------------------------------- | -------------------------------------------------- | ----------------------------------------- |
| 1                                         | Errol Barrow (1920-1987)                  |                                           | 30 de novembre de 1966                    | 8 de setembre de 1976                              | Democratic Labour Party                   |
| 2                                         | J.M.G.M. (Tom) Adams (1931-1985)          |                                           | 8 de setembre de 1976                     | 11 de març de 1985 († va morir durant el govern)   | Barbados Labour Party                     |
| 3                                         | Harold Bernard St. John (1931-2004)       |                                           | 11 de març de 1985                        | 29 de maig de 1986                                 | Barbados Labour Party                     |
| (1)                                       | Errol Barrow (1920-1987)                  |                                           | 29 de maig de 1986                        | 1 de juny de 1987 († va morir durant el govern)    | Democratic Labour Party                   |
| 4                                         | Lloyd Erskine Sandiford (1937-2023)       |                                           | 1 de juny de 1987                         | 7 de setembre de 1994                              | Democratic Labour Party                   |
| 5                                         | Owen Seymour Arthur (1949-2020)           |                                           | 7 de setembre de 1994                     | 16 de gener de 2008                                | Barbados Labour Party                     |
| 6                                         | David Howard Thompson (1961-2010)         |                                           | 16 de gener de 2008                       | 23 d'octubre de 2010 († va morir durant el govern) | Democratic Labour Party                   |
| 7                                         | Freundel Stuart (n. 1951)                 |                                           | 23 d'octubre de 2010                      | 25 de maig de 2018                                 | Democratic Labour Party                   |
| 8                                         | Mia Mottley (n. 1965)                     |                                           | 25 de maig de 2018                        | actualitat                                         | Barbados Labour Party                     |